# Toke
Toke (Gekko gecko) – gatunek jaszczurki z rodziny gekonowatych (Gekkonidae).

## Wygląd

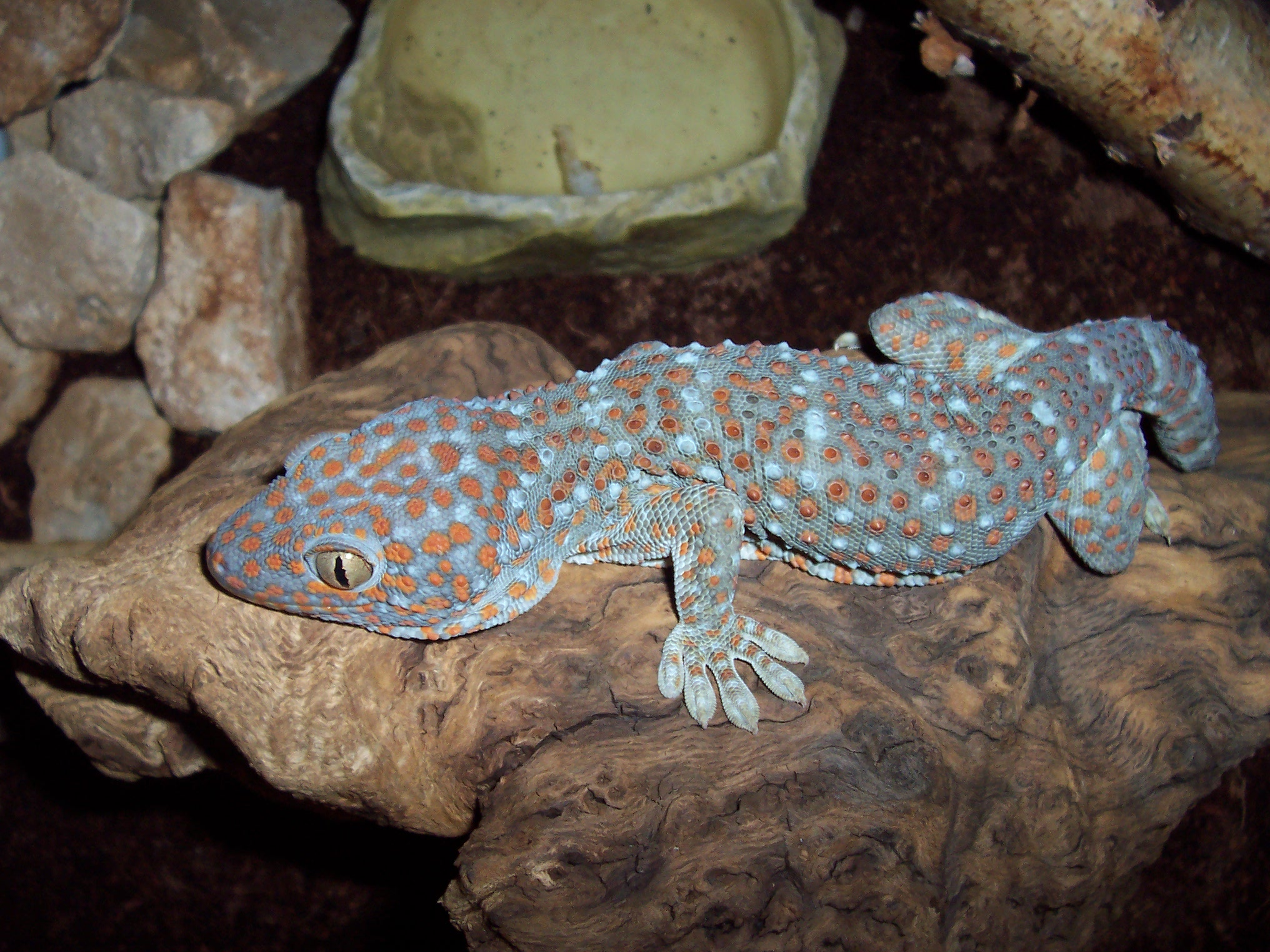

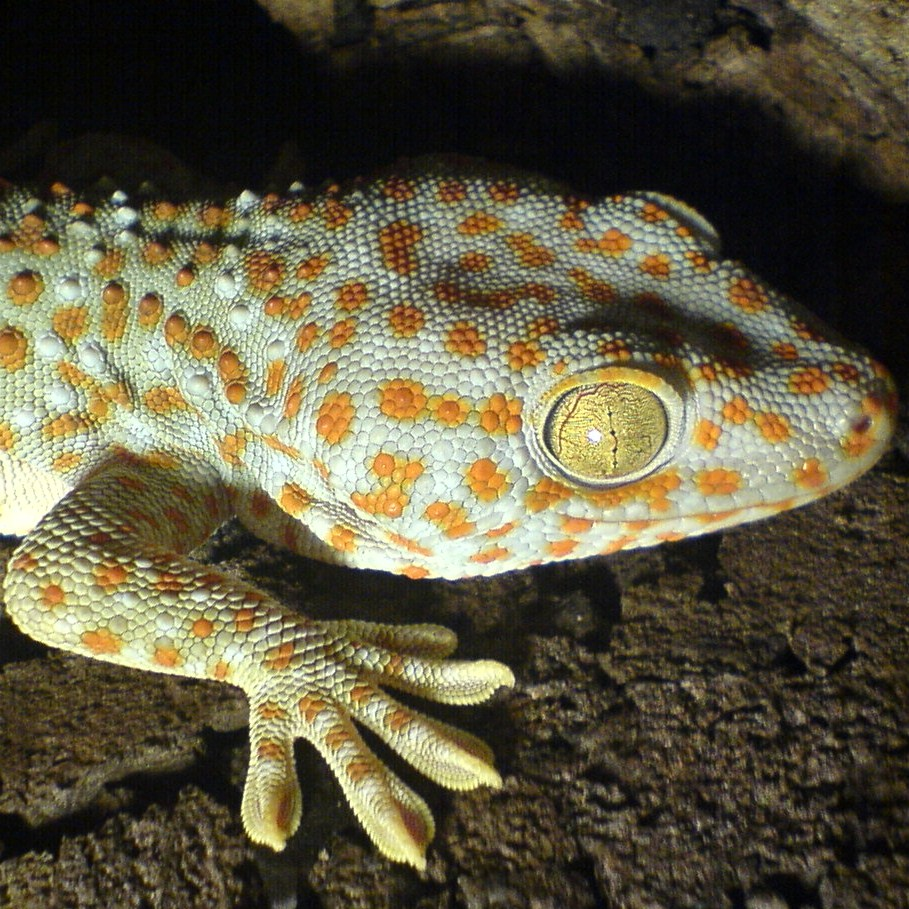

Jeden z największych żyjących obecnie gekonów. Ma dużą głowę i krępe, muskularne ciało. Oczy są pozbawione ruchomych powiek. Ogon długi, walcowaty. Posiada silnie rozwinięte przylgi zakończone pazurkami. Skóra pokryta delikatnymi łuskami. Niektóre z łusek tworzą wyraźne wyrostki. Ubarwienie od blado szarego do ciemnoniebieskiego. Gekon pokryty jest charakterystycznymi czerwonymi bądź pomarańczowymi plamkami.
RozmiaryDługość: samce 30–40 cm, samice 20–28 cm; waga: 150–300 g (zależnie od wieku i płci).
Długość życiaW naturze 7–10 lat, w niewoli nawet ponad 20 lat.
PokarmZwierzęcy (różne owady, pajęczaki, małe ssaki, niewielkie płazy oraz gady).
AktywnośćNocna.
Dymorfizm płciowyWidoczny po czasie 3 miesięcy od wyklucia.

## Zasięg występowania
Gatunek ten występuje powszechnie w całej południowo-wschodniej Azji (Indonezja, Bangladesz, Indie, południowe Chiny, Nepal, Mjanma, Tajlandia, Kambodża, Laos, Wietnam, Malezja i Filipiny). Zamieszkuje przede wszystkim w pobliżu siedzib ludzkich, w komórkach, na strychach, często wewnątrz domów. Po odnalezieniu dogodnego do rozmnażania miejsca para zajmuje je na całe życie i samiec broni go zaciekle.

## Zachowanie
Gekon raczej trudny do oswojenia, aczkolwiek jest to osiągalne. Wobec ludzi są agresywne i nieufne. Zwykle płochliwe. Biegają i skaczą bardzo szybko przez co trudno je złapać. Potrafią bardzo mocno gryźć, mogą boleśnie pokąsać, gdy są zdenerwowane. Wykazują silny terytorializm – nie tolerują innych gatunków na swoim terenie.

## Pożywienie
W naturze żywią się pająkami, dużymi owadami, czasem ptakami, małymi gryzoniami i jaszczurkami. Podczas hodowli warto jak najobficiej urozmaicać pokarm (np. ćmy, muchy, koniki polne). Trzeba pamiętać, że owady z odłowu mogą przenosić pasożyty, grzyby czy roztocza. Również, aby regularnie w niewielkich dawkach podawać wapń i witaminy dla prawidłowego rozwoju.

## Terrarium

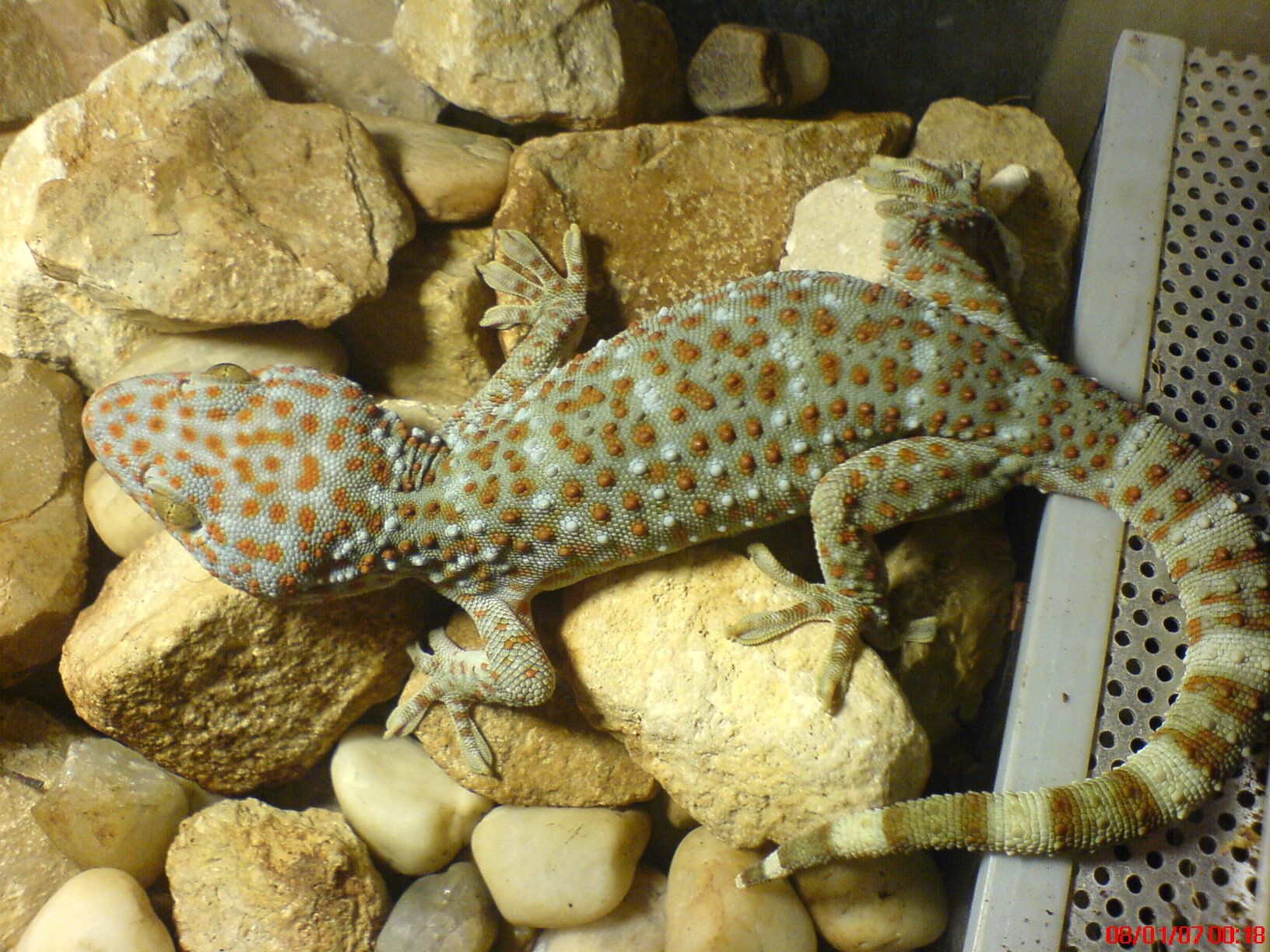

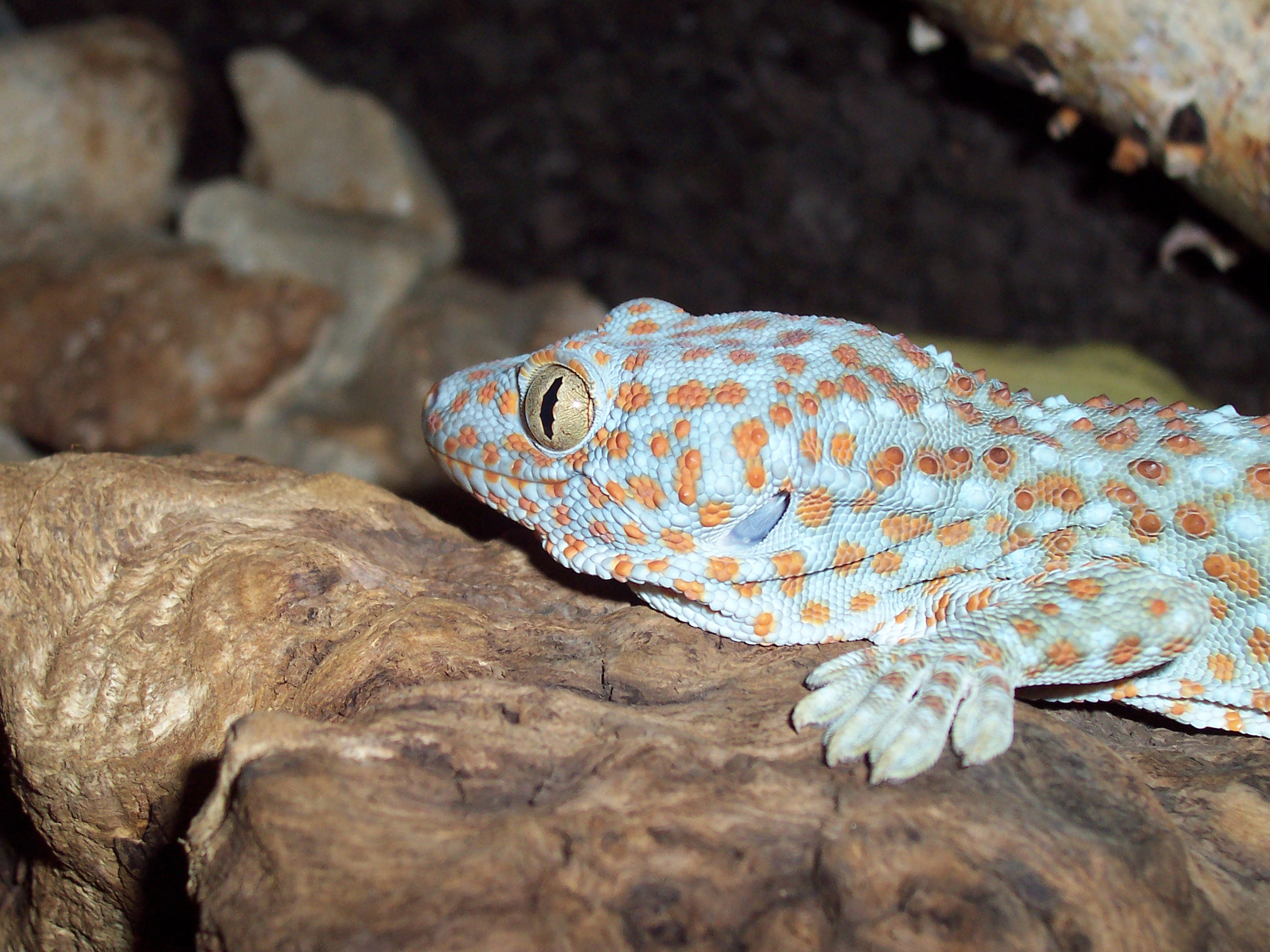

Terrarium najlepiej typu wertykalnego (wysokie) ze względu na wspinaczkę. Wentylowane. Optymalne wymiary 80/50/100 cm (długość/głębokość/wysokość), im większe tym bardziej komfortowo będą się czuły. Przynajmniej jedna a najlepiej wszystkie ściany z korka. Obowiązkowo mata grzewcza lub kamienie podgrzewane. Jako podłoże najlepiej stosować włókno kokosowe. Ważne jest, by posiadało co najmniej kilka kryjówek.
OświetlenieNajlepiej stosować promiennik podczerwieni (50/75 W), zależnie od wielkości terrarium. Lampy UVB nie są wymagane.
Temperatura26-30 °C, punktowo nawet do 40 °C (noc 22-25 °C).
Wilgotność powietrzaNa poziomie 70% (2 razy dziennie lub częściej zwilżamy terrarium).